# Zaplethocornia longipes
Zaplethocornia longipes là một loài tò vò trong họ Ichneumonidae.